# Albert Tschautsch
Albert Tschautsch (* 20. Dezember 1843 in Seelow; † 18. Januar 1922 in Berlin) war ein deutscher Genremaler.

## Leben
Albert Tschautsch studierte von 1863 bis 1867 an der Akademie der Künste (Berlin) und war Schüler von Julius Schrader (1815–1900). In seiner Sujetsuche griff Tschautsch vor allem auf Motive aus Märchen und Sagen zurück. Er arbeitete auch als Porträt- und Historienmaler. Ab 1870 nahm er an verschiedenen Ausstellungen teil. In den Jahren 1874 bis 78 hielt er sich in Rom auf. Danach wurde er Lehrer an der Königlichen Kunstschule in Berlin und hatte dort seit 1895 eine Professur inne.
Es gibt eine erhaltene Kirchenschiffmalerei von 1878 aus der Hand von Tschautsch in der Posener Kirche des Heiligen Joseph. Dabei handelt es sich um die Anbetung der Hirten und den Fall Jesu unter dem Kreuz.
Albert Tschautsch wurde auf dem Berliner Friedhof Lichterfelde beigesetzt. Sein Grab ist nicht erhalten.

## Werke (Auswahl)

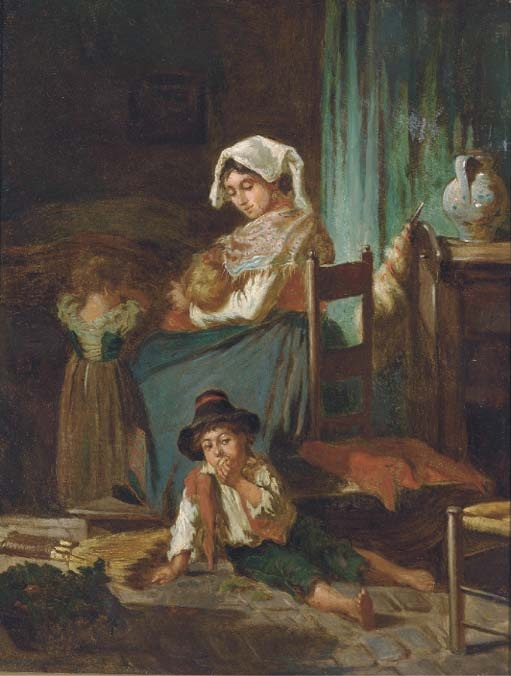
Ein Biss in den Apfel
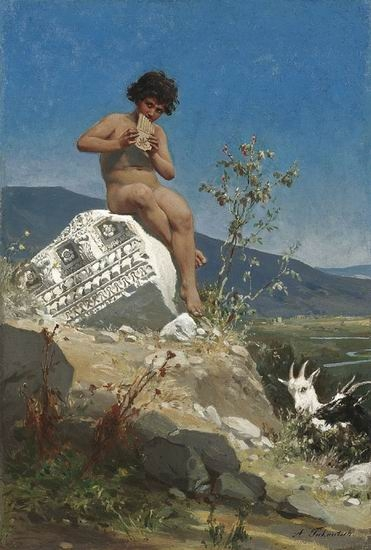
Ein Hirtenknabe in der römischen Campagna
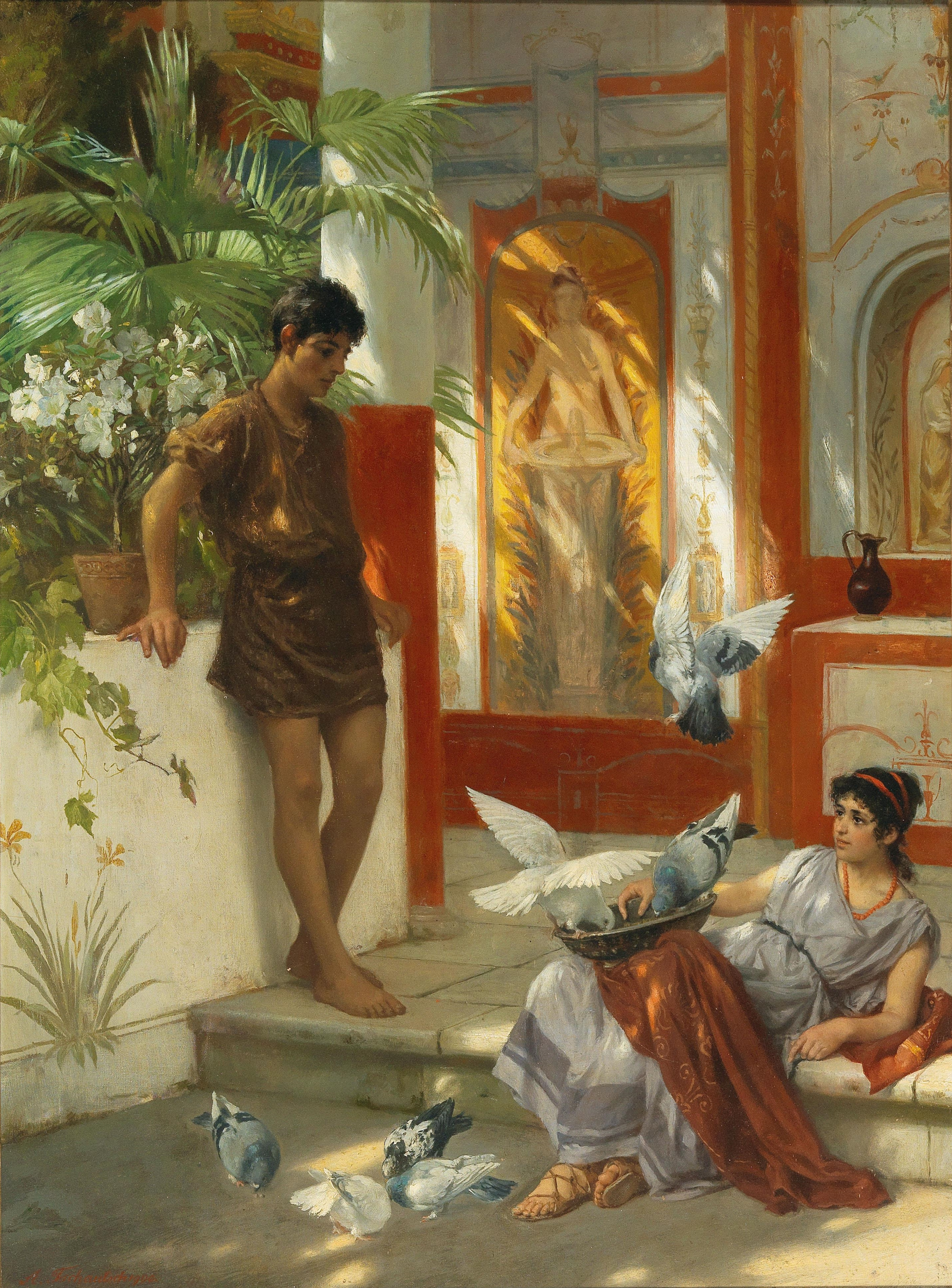
Das Füttern der Tauben im Atrium
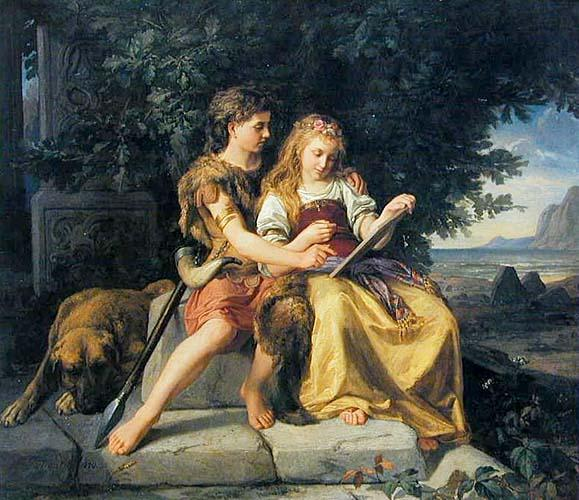
Eine Idylle